# Przewodniczący wyższy kapłan

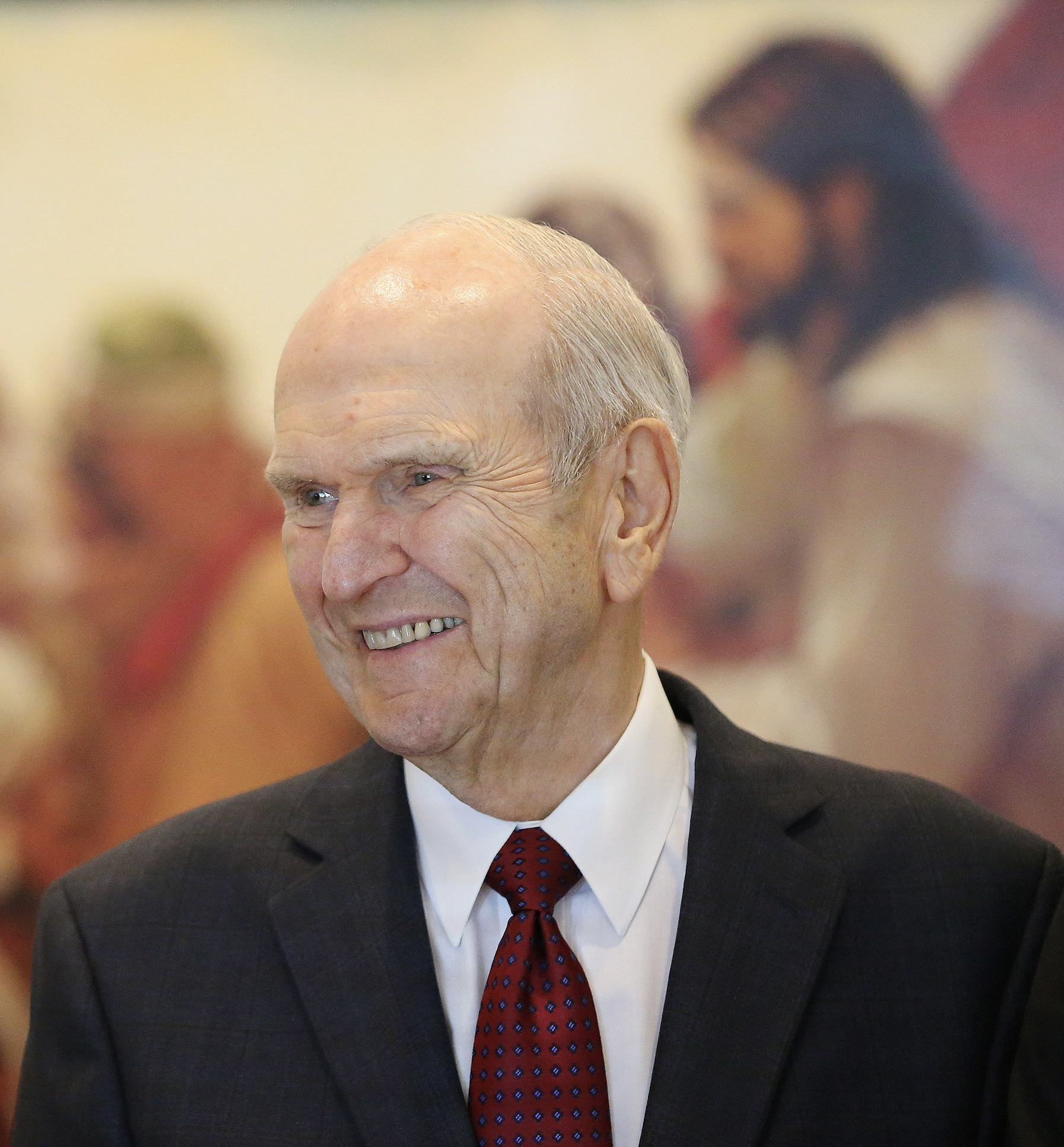
Russell M. Nelson, prezydent i przewodniczący wyższy kapłan Kościoła Jezusa Chrystusa Świętych w Dniach Ostatnich od 2018

Przewodniczący wyższy kapłan – tytuł kościelny używany w wyznaniach zaliczanych do ruchu świętych w dniach ostatnich. Osadzony w mormońskim kanonie pism świętych jako jeden z elementów tworzącej się hierarchii kościelnej. Stosowany w odniesieniu do posiadającego kapłaństwo urzędnika kierującego konkretną jednostką organizacyjną Kościoła Jezusa Chrystusa Świętych w Dniach Ostatnich, w szczególności wobec prezydenta tej wspólnoty religijnej. Jako integralna część mormońskiej historii występuje także w innych denominacjach ruchu świętych w dniach ostatnich.

## Pochodzenie i ewolucja tytułu
Tytuł przewodniczącego wyższego kapłana osadzony jest w jednym z pism świętych wchodzących w skład kanonu tej tradycji religijnej, mianowicie w Naukach i Przymierzach. Ukształtował się stopniowo już w pierwszych latach istnienia mormonizmu. Jego utworzenie miało zostać nakazane w objawieniu z listopada 1831. Joseph Smith, twórca ruchu świętych w dniach ostatnich, został poparty oraz wyświęcony jako prezydent wyższego kapłaństwa Kościoła 25 stycznia 1832, podczas konferencji w Amherst w stanie Ohio. Tytuł ten należy rozpatrywać w szerszym kontekście – jako element rozwoju mormońskiej hierarchii. Wcześniej Smith bywał tytułowany między innymi jako pierwszy starszy, widzący, prorok i apostoł Jezusa Chrystusa.
Objawienie, którego Smith miał doznać 28 marca 1835, dodatkowo sprecyzowało, iż członkowie Pierwszego Prezydium również uprawnieni są do posługiwania się tytułem przewodniczącego wyższego kapłana, jednakże doradcy prezydenta, którzy wchodzą w skład tego gremium, nie używają go samodzielnie.
Również w pierwszych dekadach mormonizmu zaczął być łączony z niższymi szczeblami hierarchii kościelnej, w tym z kluczową dla codziennych zadań Kościoła funkcją biskupa. Stał się tym samym częścią organizacyjnej ewolucji tegoż właśnie urzędu. Po migracji świętych w dniach ostatnich na Terytorium Utah Brigham Young usiłował rozdzielić role przewodniczącego kapłana (biskupa okręgu) oraz przewodniczącego wyższego kapłana (prezydenta okręgu). Zmiana ta, choć w pełni spójna z istniejącą podstawą kanoniczną, nie przyjęła się jednak w praktyce i ostatecznie została zarzucona.

## W Kościele Jezusa Chrystusa Świętych w Dniach Ostatnich
We współczesnym Kościele Jezusa Chrystusa Świętych w Dniach Ostatnich stosowany w odniesieniu do posiadającego kapłaństwo urzędnika kierującego konkretną jednostką organizacyjną Kościoła. W gminach tytuł ten może odnosić się do prezydenta czy biskupa, w palikach (grupach gmin lub okręgów) czy innych obszarach z kolei używa się go wobec prezydentów. Wszyscy wymienieni są wyświęconymi wyższymi kapłanami w odniesieniu do swoich konkretnych jurysdykcji kościelnych. Niemniej biskup oraz prezydent obszaru funkcjonują w hierarchii również na mocy dodatkowego wyświęcenia – odpowiednio – na biskupa i siedemdziesiątego.
W przypadku użycia terminu bez dodania określonej jurysdykcji kościelnej tytuł przewodniczącego wyższego kapłana odnosi się do prezydenta Kościoła. Jedynie prezydent Kościoła bowiem, mocą swego wyświęcenia na ten urząd, funkcjonuje jako przewodniczący wyższy kapłan w odniesieniu do całej wspólnoty. Zamiennie używa się wobec noszącego ów tytuł miana prezydenta wyższego kapłaństwa.

## W innych denominacjach ruchu świętych w dniach ostatnich
Jako integralna część historii mormonizmu tytuł ten przewija się w różnych organizmach religijnych wywodzących swój rodowód od Josepha Smitha. Występuje chociażby w Kościele Jezusa Chrystusa Świętych w Dniach Ostatnich, niewielkiej denominacji uznającej Jamesa Stranga za prawowitego następcę Josepha Smitha. Skupieni w niej wierni potocznie określani są mianem strangitów. Pojawia się też w Kościele Chrystusa – Obszarze Świątyni, nieco większej od strangitów wspólnoty, wobec której używa się nazwy hedrikitów.
Jest jednocześnie obecny w rozlicznych grupach łączonych z mormońskim fundamentalizmem, w tym we wspólnocie znanej jako Apostolic United Brethren (AUB).